# 科尔马 (上普罗旺斯阿尔卑斯省)
科尔马（法語：Colmars，法語發音：[kɔlmaʁ]），当地又称科尔马莱萨尔普（法語：Colmars-les-Alpes，法語發音：[kɔlmaʁ lez‿alp]），是法国上普罗旺斯阿尔卑斯省的一个市镇，属于卡斯泰拉讷区。

## 地理
科尔马（44°10'52"N, 6°37'36"E）面积81.82 平方千米，位于法国普罗旺斯-阿尔卑斯-蔚蓝海岸大区上普罗旺斯阿尔卑斯省，该省份为法国东南部内陆省份，北起上阿尔卑斯省，西接沃克吕兹省，西北接德龙省，南至瓦尔省，东临滨海阿尔卑斯省，东北部与意大利接壤。
与科尔马接壤的市镇（或旧市镇、城区）包括：阿洛斯、博沃泽、卡斯泰莱莱索塞、上托拉姆、维拉尔科尔马尔、昂特罗讷、圣马丹当特罗讷。
科尔马的时区为UTC+01:00、UTC+02:00（夏令时）。

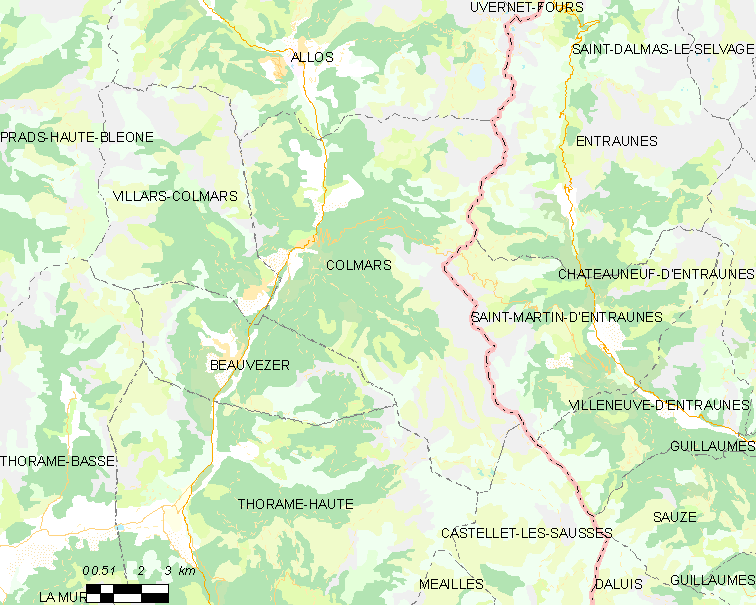
科尔马的OSM定位图

## 行政
科尔马的邮政编码为04370，INSEE市镇编码为04061。

## 政治
科尔马所属的省级选区为卡斯泰拉讷县。

## 人口

1962-2008年间科尔马人口变化图示

科尔马于2022年1月1日时的人口数量为548人。